# فرفیون الگانس
یوفوربیا الگانس (نام علمی: Euphorbia elegans) نام یک گونه از سرده فرفیون است.